# Kesennuma

Kesennuma (気仙沼市 Kesennuma-shi?) este un municipiu din Japonia, prefectura Miyagi.